# Molophilus tucumanus
Molophilus tucumanus är en tvåvingeart som beskrevs av Alexander 1929. Molophilus tucumanus ingår i släktet Molophilus och familjen småharkrankar. Inga underarter finns listade i Catalogue of Life.